# Discoidella
Discoidella is een geslacht van uitgestorven kreeftachtigen uit de klasse van de Ostracoda (mosselkreeftjes).

## Soorten
- Discoidella chenae Zhang (Xiao-Jun), 1991 †
- Discoidella costata Samoilova & Smirnova, 1958 †
- Discoidella henanensis Zhang (Xiao-Jun), 1987 †
- Discoidella hungarica (Kozur, 1970) Kozur, 1972 †
- Discoidella lingulata Cooper, 1946 †
- Discoidella maternelloides Becker, 1992 †
- Discoidella multipuncta Zhang (Xiao-Jun), 1991 †
- Discoidella ornata (Kotschetkova, 1972) Kozur, 1985 †
- Discoidella pendens Croneis & Gutke, 1939 †
- Discoidella perspicua Kotschetkova, 1983 †
- Discoidella pulchella Samoilova & Smirnova, 1960 †
- Discoidella simplex Croneis & Gale, 1939 †
- Discoidella spinosa Kozur, 1985 †
- Discoidella suprapermiana Kozur, 1985 †
- Discoidella tuberculata Wang (Shang-Qi), 1988 †
- Discoidella xingyangensis Zhang (Xiao-Jun), 1987 †